# Филилије
Филије (стгрч. ΦιλύλλιοςΦιλύλλιος), такође и Филипије, Флеј, Филолеј или Филидеј, био је комични песник из античке Атине. Био је савременик Диокла и Санириона. Припадао је последњем делу традиције старе комедије и почетку традиције средње комедије. Изгледа да је постигао извесну разлику пре 392. пре Христа, када је изведена Ecclesiazusae Аристофана.
Сви наслови његових драма очигледно припадају средњој комедији. Кажу да је увео неке сценске иновације, као што је доношење упаљених бакљи на сцену. Што се тиче његовог језика, Аугустус Меинеке у својим драмама помиње неколико речи и фраза, које нису чиста атика.

## Дела
Суда и Еудокија наводе наслове његових комада:
| - Aigeus - Auge - Anteia - Dodekate (Дванаеста жена) - Herakles (Херкулес) | - Pluntria, or Nausikaa - Polis (Град) - Phreorykhos - Atalante (постоје сумње ко је аутор) - Helene (постоје сумње ко је аутор) |